# Dragon Awards
Dragon Awards – nagrody literackie i medialne przyznawane corocznie, począwszy od 2016, w trakcie konwentu Dragon Con. Zwycięzcy są wyłaniani poprzez głosowanie fandomu. Przyznaje się je w kategoriach science-fiction, fantasy, powieści grozy, filmów, telewizji i gier.

## Zwycięzcy wybranych kategorii

### Najlepsza powieść science-fiction
| Rok  | Tytuł                                                                | Autor             | Źródło |
| ---- | -------------------------------------------------------------------- | ----------------- | ------ |
| 2016 | Somewhither: Being the First Part of A Tale of the Unwithering Realm | John C. Wright    | [ 1 ]  |
| 2017 | Prochy Babilonu                                                      | James S.A. Corey  | [ 2 ]  |
| 2018 | Artemis                                                              | Andy Weir         | [ 3 ]  |
| 2019 | A Star-Wheeled Sky                                                   | Brad R. Torgersen | [ 4 ]  |
| 2020 | Ostatnia Imperoks                                                    | John Scalzi       | [ 5 ]  |
| 2021 | Projekt Hail Mary                                                    | Andy Weir         | [ 6 ]  |
| 2022 | Upadek Lewiatana                                                     | James S.A. Corey  | [ 7 ]  |

### Najlepsza powieść fantasy
| Rok  | Tytuł                          | Autor                     | Źródło |
| ---- | ------------------------------ | ------------------------- | ------ |
| 2016 | Son of the Black Sword         | Larry Correia             | [ 1 ]  |
| 2017 | Monster Hunter Memoirs: Grunge | Larry Correia, John Ringo | [ 2 ]  |
| 2018 | Dawca przysięgi                | Brandon Sanderson         | [ 3 ]  |
| 2019 | House of Assassins             | Larry Correia             | [ 4 ]  |
| 2020 | Bezgwiezdne Morze              | Erin Morgenstern          | [ 5 ]  |
| 2021 | Battle Ground                  | Jim Butcher               | [ 6 ]  |
| 2022 | Księga nocy                    | Holly Black               | [ 7 ]  |

### Najlepsza powieść Young Adult / Middle Grade
| Rok  | Tytuł                                                          | Autor           | Źródło        |
| ---- | -------------------------------------------------------------- | --------------- | ------------- |
| 2016 | Pasterska korona                                               | Terry Pratchett | [ 8 ]         |
| 2017 | Młot Thora                                                     | Rick Riordan    | [ 9 ]         |
| 2018 | Dzieci krwi i kości                                            | Tomi Adeyemi    | [ 10 ] [ 11 ] |
| 2019 | Krwiodziej                                                     | Susan Dennard   | [ 12 ]        |
| 2020 | Finch Merlin and the Fount of Youth                            | Bella Forrest   | [ 13 ]        |
| 2021 | Wypieki defensywne. Przewodnik dla czarodziejów i czarodziejek | T. Kingfisher   | [ 14 ]        |
| 2022 | A Dark and Starless Forest                                     | Sarah Hollowell | [ 15 ] [ 16 ] |